# Génocides ottomans tardifs

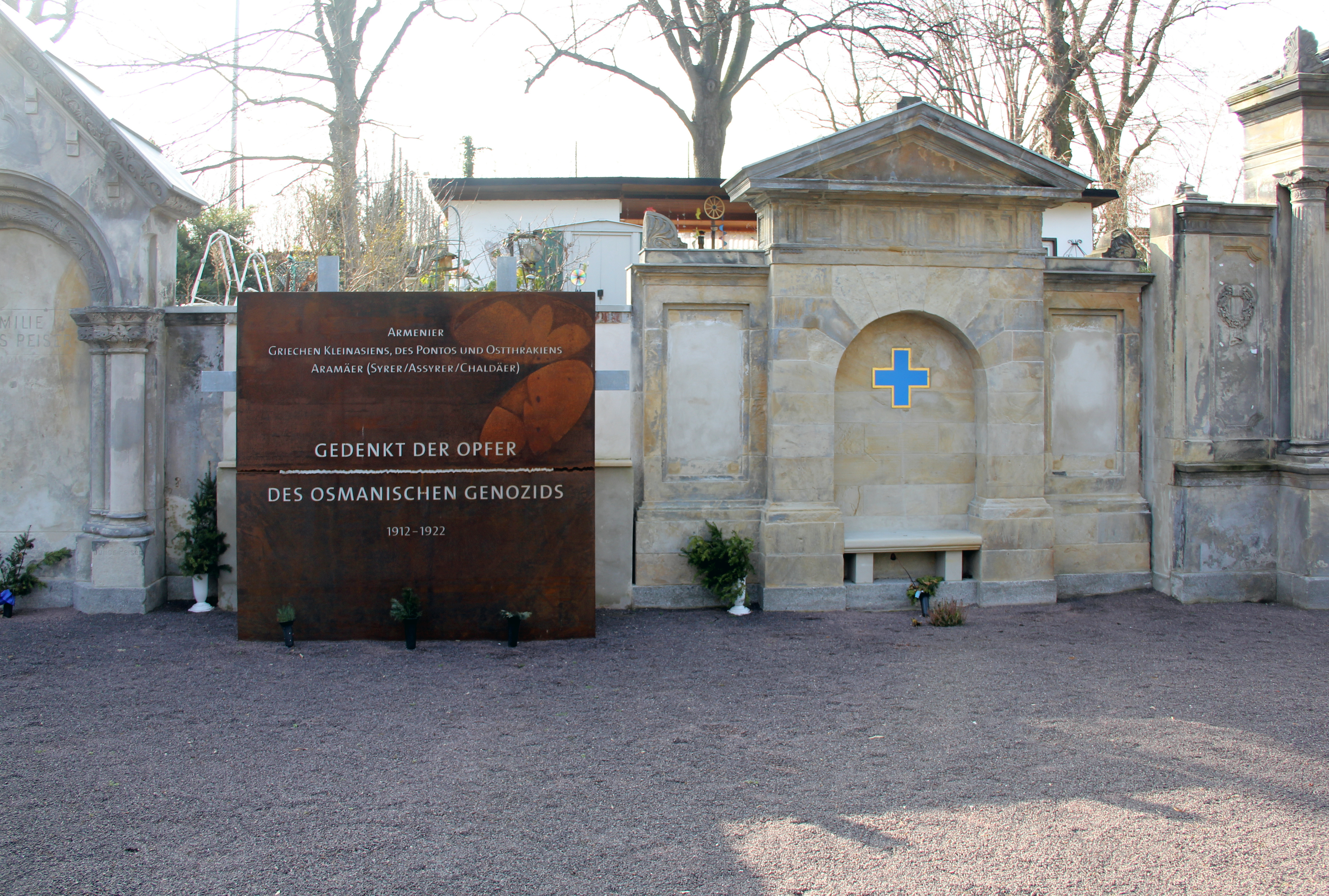
Monument à Berlin dédié aux victimes des génocides ottomans de 1912-1922. Il nomme les Arméniens, les Grecs d'Asie mineure, du Pont et de Thrace orientale et les Araméens (Syriaques/Assyriens/Chaldéens).

Les génocides ottomans tardifs sont un terme renvoyant à une théorie historiographique qui considère que les génocides simultanés arménien, grec et assyrien qui se sont produits au cours des années 1910-1920 comme faisant partie d'un processus unique plutôt que comme des événements séparés, qui ont été initiés par les Jeunes-Turcs au cas par cas. Il s'agirait plutôt d'une politique génocidaire coordonnée et dirigée envers les minorités ethniques et religieuses.

## Problème historiographique
La question historiographique concerne les génocides et les massacres menés par l'Empire ottoman et la Turquie dans la première moitié du XXe siècle. Si certains historiens, dont les auteurs de The Thirty-Year Genocide (2019), Benny Morris et Dror Zeʾevi, caractérisent ces événements comme un génocide de chrétiens exclusivement,, d'autres ouvrages tels que ceux écrits par les historiens Dominik J. Schaller et Jürgen Zimmerer soutiennent qu'une telle approche « ignore la violence massive des Jeunes-Turcs contre les non-chrétiens », en particulier contre les Kurdes et les Arabes musulmans,,.

## Définition
L'historien néerlandais-turc, professeur d'études sur les génocides et spécialiste du génocide arménien, Uğur Ümit Üngör déclare que la violence de masse qui se produit à la fin de l'Empire ottoman et dans son État successeur, la Turquie, inclut, mais ne se limite pas à :
1. la persécution des musulmans lors du déclin ottoman au XIXe et au début du XXe siècle,
2. le massacre d'Adana des Arméniens en 1909,
3. le génocide grec pontique (1913-1922),
4. le génocide assyrien (1914-1924),
5. le génocide arménien (1915-1917),
6. les massacres de Koçgiri en 1921 contre les Kurdes,
7. la violence de masse contre les Kurdes du conflit de Cheikh Saïd en 1925 au massacre de Dersim en 1938,
8. les pogroms de Thrace de 1934 contre les Juifs,
9. la taxe Varlık Vergisi de 1942 prélevée sur les citoyens non musulmans en Turquie,
10. le pogrom d'Istanbul de 1955 contre les chrétiens grecs et arméniens.

D'autres chercheurs incluent parfois aussi les massacres hamidiens dans les années 1890 ou les déportations de Kurdes entre 1916 et 1934.
Selon le journaliste Thomas de Waal, il manque un ouvrage similaire à Terres de sang : L'Europe entre Hitler et Staline (2010) de l'historien Timothy Snyder qui tente de couvrir l'ensemble des violences de masse en Anatolie et dans le Caucase entre 1914 et 1921. De Waal suggère que si :

« le génocide de 1915-1916 se démarquait comme la plus grande atrocité de cette période… [un tel travail] établirait également un contexte qui permettrait aux autres de se réconcilier avec ce qui s'est passé et pourquoi, et rendre également hommage aux nombreux musulmans qui sont morts tragiquement à cette époque »